# Liste der Nummer-eins-Hits in Australien (2007)
Diese Liste enthält alle Nummer-eins-Hits in Australien im Jahr 2007. Grundlage sind die Top 50 der australischen Charts der ARIA. Es gab in diesem Jahr 15 Nummer-eins-Singles und 25 Nummer-eins-Alben.

## Singles
| ← 2006 ← | Liste der Nummer-eins-Hits in Australien | Liste der Nummer-eins-Hits in Australien | Liste der Nummer-eins-Hits in Australien | 2008 →                    |
| \| Zeitraum \| Wo. ges. \| Interpret \| Titel Autor(en) \| Zusätzliche Informationen \| \| (Zeitraum, Wochen auf Platz eins, Interpret, Titel, Autor[en], zusätzliche Informationen) \| \| \| \| \| \| ----------------------------------------------------------------------------------------- \| -------- \| ------------------------------------ \| ------------------------------------------------------------------------------------------------------------------------------------------------------------------- \| ------------------------- \| \| 10. Dezember 2006 – 6. Januar 2007 4 Wochen \| 4 \| Damien Leith \| Night of My Life Adam Reily \| – \| \| 7. Januar 2007 – 27. Januar 2007 3 Wochen \| 3 \| Beyoncé \| Irreplaceable Tor Erik Hermansen, Mikkel Storleer Eriksen, Amund Ivarsson Bjørklund, Espen Lind, Shaffer Smith, Beyoncé Gisselle Knowles \| – \| \| 28. Januar 2007 – 3. Februar 2007 1 Woche \| 1 \| Evermore \| Light Surrounding You Daniel Benjamin Cobbe Hume, John Daniel Cobbe Hume \| – \| \| 4. Februar 2007 – 24. März 2007 7 Wochen \| 7 \| Hinder \| Lips of an Angel Austin John Winkler, Ross Cody Hanson, Lloyd Joseph Garvey, Mark Austin King, Michael Ray Rodden, Brian John Howes \| – \| \| 25. März 2007 – 21. April 2007 4 Wochen \| 4 \| Silverchair \| Straight Lines Julian Thomas Hamilton, Daniel Paul Johns \| – \| \| 22. April 2007 – 28. April 2007 1 Woche (insgesamt 6) \| 6 \| Avril Lavigne \| Girlfriend Lukasz Gottwald, Avril Ramona Lavigne \| – \| \| 29. April 2007 – 5. Mai 2007 1 Woche \| 1 \| Missy Higgins \| Steer EP Melissa Morrison Higgins \| – \| \| 6. Mai 2007 – 9. Juni 2007 5 Wochen (insgesamt 6) \| 6 \| Avril Lavigne \| Girlfriend Lukasz Gottwald, Avril Ramona Lavigne \| – \| \| 10. Juni 2007 – 15. Juli 2007 6 Wochen \| 6 \| Rihanna feat. Jay-Z \| Umbrella Thaddis Laphonia Harrell Jr., Shawn C. Carter, Christopher A. Stewart, Terius Youngdell Nash \| – \| \| 16. Juli 2007 – 16. September 2007 9 Wochen \| 9 \| Fergie \| Big Girls Don’t Cry Stacy Ferguson, Tobias Gad \| – \| \| 17. September 2007 – 23. September 2007 1 Woche (insgesamt 5) \| 5 \| Sean Kingston \| Beautiful Girls Sylvester Jordan Jr., Ben E. King, Jerry Leiber, Mike Stoller, Jonathan Rotem, Kisean Paul Anderson \| – \| \| 24. September 2007 – 30. September 2007 1 Woche \| 1 \| Delta Goodrem \| In This Life Tommy Lee James, Stuart John Crichton, Delta Lea Goodrem, Brian McFadden \| – \| \| 1. Oktober 2007 – 28. Oktober 2007 4 Wochen (insgesamt 5) \| 5 \| Sean Kingston \| Beautiful Girls Sylvester Jordan Jr., Ben E. King, Jerry Leiber, Mike Stoller, Jonathan Rotem, Kisean Paul Anderson \| – \| \| 29. Oktober 2007 – 11. November 2007 2 Wochen \| 2 \| Timbaland feat. Keri Hilson & D.O.E. \| The Way I Are Keri Lynn Hilson, Bale'wa M. Muhammad, Candice Clotiel Nelson, Floyd Nathaniel Hills, Timothy Z. Mosley, John M. Maultsby, Garland Waverly Mosley Jr. \| – \| \| 12. November 2007 – 18. November 2007 1 Woche \| 1 \| The Veronicas \| Hook Me Up Shelly Meg Peiken, Greg Wells, Jessica Louise Origliasso, Lisa Marie Origliasso \| – \| \| 19. November 2007 – 25. November 2007 1 Woche \| 1 \| Kylie Minogue \| 2 Hearts James Christopher Eliot, Jemima Rose Adelaide Stilwell \| – \| \| 26. November 2007 – 20. Januar 2008 8 Wochen \| 8 \| Timbaland presents OneRepublic \| Apologize Ryan B. Tedder \| – \| |                                          |                                          | |                           |
| ← 2006 |                                          |                                          | | → 2008 →                  |
| Zeitraum | Wo. ges.                                 | Interpret                                | Titel Autor(en) | Zusätzliche Informationen |
| (Zeitraum, Wochen auf Platz eins, Interpret, Titel, Autor[en], zusätzliche Informationen) |                                          |                                          | |                           |
| 10. Dezember 2006 – 6. Januar 2007 4 Wochen | 4                                        | Damien Leith                             | Night of My Life Adam Reily | –                         |
| 7. Januar 2007 – 27. Januar 2007 3 Wochen | 3                                        | Beyoncé                                  | Irreplaceable Tor Erik Hermansen, Mikkel Storleer Eriksen, Amund Ivarsson Bjørklund, Espen Lind, Shaffer Smith, Beyoncé Gisselle Knowles                            | –                         |
| 28. Januar 2007 – 3. Februar 2007 1 Woche | 1                                        | Evermore                                 | Light Surrounding You Daniel Benjamin Cobbe Hume, John Daniel Cobbe Hume                                                                                            | –                         |
| 4. Februar 2007 – 24. März 2007 7 Wochen | 7                                        | Hinder                                   | Lips of an Angel Austin John Winkler, Ross Cody Hanson, Lloyd Joseph Garvey, Mark Austin King, Michael Ray Rodden, Brian John Howes                                 | –                         |
| 25. März 2007 – 21. April 2007 4 Wochen | 4                                        | Silverchair                              | Straight Lines Julian Thomas Hamilton, Daniel Paul Johns | –                         |
| 22. April 2007 – 28. April 2007 1 Woche (insgesamt 6) | 6                                        | Avril Lavigne                            | Girlfriend Lukasz Gottwald, Avril Ramona Lavigne | –                         |
| 29. April 2007 – 5. Mai 2007 1 Woche | 1                                        | Missy Higgins                            | Steer EP Melissa Morrison Higgins | –                         |
| 6. Mai 2007 – 9. Juni 2007 5 Wochen (insgesamt 6) | 6                                        | Avril Lavigne                            | Girlfriend Lukasz Gottwald, Avril Ramona Lavigne | –                         |
| 10. Juni 2007 – 15. Juli 2007 6 Wochen | 6                                        | Rihanna feat. Jay-Z                      | Umbrella Thaddis Laphonia Harrell Jr., Shawn C. Carter, Christopher A. Stewart, Terius Youngdell Nash                                                               | –                         |
| 16. Juli 2007 – 16. September 2007 9 Wochen | 9                                        | Fergie                                   | Big Girls Don’t Cry Stacy Ferguson, Tobias Gad | –                         |
| 17. September 2007 – 23. September 2007 1 Woche (insgesamt 5) | 5                                        | Sean Kingston                            | Beautiful Girls Sylvester Jordan Jr., Ben E. King, Jerry Leiber, Mike Stoller, Jonathan Rotem, Kisean Paul Anderson                                                 | –                         |
| 24. September 2007 – 30. September 2007 1 Woche | 1                                        | Delta Goodrem                            | In This Life Tommy Lee James, Stuart John Crichton, Delta Lea Goodrem, Brian McFadden                                                                               | –                         |
| 1. Oktober 2007 – 28. Oktober 2007 4 Wochen (insgesamt 5) | 5                                        | Sean Kingston                            | Beautiful Girls Sylvester Jordan Jr., Ben E. King, Jerry Leiber, Mike Stoller, Jonathan Rotem, Kisean Paul Anderson                                                 | –                         |
| 29. Oktober 2007 – 11. November 2007 2 Wochen | 2                                        | Timbaland feat. Keri Hilson & D.O.E.     | The Way I Are Keri Lynn Hilson, Bale'wa M. Muhammad, Candice Clotiel Nelson, Floyd Nathaniel Hills, Timothy Z. Mosley, John M. Maultsby, Garland Waverly Mosley Jr. | –                         |
| 12. November 2007 – 18. November 2007 1 Woche | 1                                        | The Veronicas                            | Hook Me Up Shelly Meg Peiken, Greg Wells, Jessica Louise Origliasso, Lisa Marie Origliasso                                                                          | –                         |
| 19. November 2007 – 25. November 2007 1 Woche | 1                                        | Kylie Minogue                            | 2 Hearts James Christopher Eliot, Jemima Rose Adelaide Stilwell | –                         |
| 26. November 2007 – 20. Januar 2008 8 Wochen | 8                                        | Timbaland presents OneRepublic           | Apologize Ryan B. Tedder | –                         |

## Alben
| ← 2006 ← | Liste der Nummer-eins-Hits in Australien | Liste der Nummer-eins-Hits in Australien | Liste der Nummer-eins-Hits in Australien | 2008 →                    |
| \| Zeitraum \| Wo. ges. \| Interpret \| Titel \| Zusätzliche Informationen \| \| (Zeitraum, Wochen auf Platz eins, Interpret, Titel, zusätzliche Informationen) \| \| \| \| \| \| ------------------------------------------------------------------------------ \| -------- \| ------------------ \| --------------------------------- \| ------------------------- \| \| 18. Dezember 2006 – 21. Januar 2007 5 Wochen \| 5 \| Damien Leith \| The Winner’s Journey \| – \| \| 22. Januar 2007 – 25. Februar 2007 5 Wochen \| 5 \| Snow Patrol \| Eyes Open \| – \| \| 26. Februar 2007 – 4. März 2007 1 Woche (insgesamt 3) \| 3 \| Hinder \| Extreme Behaviour \| – \| \| 5. März 2007 – 18. März 2007 2 Wochen \| 2 \| The Fray \| How to Save a Life \| – \| \| 19. März 2007 – 1. April 2007 2 Wochen (insgesamt 3) \| 3 \| Hinder \| Extreme Behaviour \| – \| \| 2. April 2007 – 8. April 2007 1 Woche \| 1 \| John Butler Trio \| Grand National \| – \| \| 9. April 2007 – 6. Mai 2007 4 Wochen \| 4 \| Silverchair \| Young Modern \| – \| \| 7. Mai 2007 – 13. Mai 2007 1 Woche \| 1 \| Missy Higgins \| On a Clear Night \| – \| \| 14. Mai 2007 – 27. Mai 2007 2 Wochen (insgesamt 5) \| 5 \| Michael Bublé \| Call Me Irresponsible \| – \| \| 28. Mai 2007 – 3. Juni 2007 1 Woche \| 1 \| Linkin Park \| Minutes to Midnight \| – \| \| 4. Juni 2007 – 10. Juni 2007 1 Woche (insgesamt 2) \| 2 \| Pink \| I’m Not Dead \| – \| \| 11. Juni 2007 – 17. Juni 2007 1 Woche \| 1 \| Powderfinger \| Dream Days at the Hotel Existence \| – \| \| 18. Juni 2007 – 1. Juli 2007 2 Wochen \| 2 \| Traveling Wilburys \| The Traveling Wilburys Collection \| – \| \| 2. Juli 2007 – 15. Juli 2007 2 Wochen (insgesamt 5) \| 5 \| Michael Bublé \| Call Me Irresponsible \| – \| \| 16. Juli 2007 – 22. Juli 2007 1 Woche \| 1 \| Crowded House \| Time on Earth \| – \| \| 23. Juli 2007 – 29. Juli 2007 1 Woche (insgesamt 5) \| 5 \| Michael Bublé \| Call Me Irresponsible \| – \| \| 30. Juli 2007 – 26. August 2007 4 Wochen \| 4 \| Fergie \| The Dutchess \| – \| \| 27. August 2007 – 2. September 2007 1 Woche \| 1 \| Damien Leith \| Where We Land \| – \| \| 3. September 2007 – 16. September 2007 2 Wochen \| 2 \| Paul Potts \| One Chance \| – \| \| 17. September 2007 – 23. September 2007 1 Woche \| 1 \| 50 Cent \| Curtis \| – \| \| 24. September 2007 – 30. September 2007 1 Woche \| 1 \| James Blunt \| All the Lost Souls \| – \| \| 1. Oktober 2007 – 7. Oktober 2007 1 Woche \| 1 \| Foo Fighters \| Echoes, Silence, Patience & Grace \| – \| \| 8. Oktober 2007 – 28. Oktober 2007 3 Wochen \| 3 \| Matchbox Twenty \| Exile on Mainstream \| – \| \| 29. Oktober 2007 – 4. November 2007 1 Woche \| 1 \| Delta Goodrem \| Delta \| – \| \| 5. November 2007 – 18. November 2007 2 Wochen (insgesamt 6) \| 6 \| Eagles \| Long Road out of Eden \| – \| \| 19. November 2007 – 25. November 2007 1 Woche \| 1 \| Spice Girls \| Greatest Hits \| – \| \| 26. November 2007 – 2. Dezember 2007 1 Woche (insgesamt 6) \| 6 \| Eagles \| Long Road out of Eden \| – \| \| 3. Dezember 2007 – 9. Dezember 2007 1 Woche \| 1 \| Kylie Minogue \| X \| – \| \| 10. Dezember 2007 – 30. Dezember 2007 3 Wochen (insgesamt 6) \| 6 \| Eagles \| Long Road out of Eden \| – \| \| 31. Dezember 2007 – 3. Februar 2008 5 Wochen \| 5 \| Timbaland \| Timbaland Presents: Shock Value \| – \| |                                          |                                          |                                          |                           |
| ← 2006 |                                          |                                          |                                          | → 2008 →                  |
| Zeitraum | Wo. ges.                                 | Interpret                                | Titel                                    | Zusätzliche Informationen |
| (Zeitraum, Wochen auf Platz eins, Interpret, Titel, zusätzliche Informationen) |                                          |                                          |                                          |                           |
| 18. Dezember 2006 – 21. Januar 2007 5 Wochen | 5                                        | Damien Leith                             | The Winner’s Journey                     | –                         |
| 22. Januar 2007 – 25. Februar 2007 5 Wochen | 5                                        | Snow Patrol                              | Eyes Open                                | –                         |
| 26. Februar 2007 – 4. März 2007 1 Woche (insgesamt 3) | 3                                        | Hinder                                   | Extreme Behaviour                        | –                         |
| 5. März 2007 – 18. März 2007 2 Wochen | 2                                        | The Fray                                 | How to Save a Life                       | –                         |
| 19. März 2007 – 1. April 2007 2 Wochen (insgesamt 3) | 3                                        | Hinder                                   | Extreme Behaviour                        | –                         |
| 2. April 2007 – 8. April 2007 1 Woche | 1                                        | John Butler Trio                         | Grand National                           | –                         |
| 9. April 2007 – 6. Mai 2007 4 Wochen | 4                                        | Silverchair                              | Young Modern                             | –                         |
| 7. Mai 2007 – 13. Mai 2007 1 Woche | 1                                        | Missy Higgins                            | On a Clear Night                         | –                         |
| 14. Mai 2007 – 27. Mai 2007 2 Wochen (insgesamt 5) | 5                                        | Michael Bublé                            | Call Me Irresponsible                    | –                         |
| 28. Mai 2007 – 3. Juni 2007 1 Woche | 1                                        | Linkin Park                              | Minutes to Midnight                      | –                         |
| 4. Juni 2007 – 10. Juni 2007 1 Woche (insgesamt 2) | 2                                        | Pink                                     | I’m Not Dead                             | –                         |
| 11. Juni 2007 – 17. Juni 2007 1 Woche | 1                                        | Powderfinger                             | Dream Days at the Hotel Existence        | –                         |
| 18. Juni 2007 – 1. Juli 2007 2 Wochen | 2                                        | Traveling Wilburys                       | The Traveling Wilburys Collection        | –                         |
| 2. Juli 2007 – 15. Juli 2007 2 Wochen (insgesamt 5) | 5                                        | Michael Bublé                            | Call Me Irresponsible                    | –                         |
| 16. Juli 2007 – 22. Juli 2007 1 Woche | 1                                        | Crowded House                            | Time on Earth                            | –                         |
| 23. Juli 2007 – 29. Juli 2007 1 Woche (insgesamt 5) | 5                                        | Michael Bublé                            | Call Me Irresponsible                    | –                         |
| 30. Juli 2007 – 26. August 2007 4 Wochen | 4                                        | Fergie                                   | The Dutchess                             | –                         |
| 27. August 2007 – 2. September 2007 1 Woche | 1                                        | Damien Leith                             | Where We Land                            | –                         |
| 3. September 2007 – 16. September 2007 2 Wochen | 2                                        | Paul Potts                               | One Chance                               | –                         |
| 17. September 2007 – 23. September 2007 1 Woche | 1                                        | 50 Cent                                  | Curtis                                   | –                         |
| 24. September 2007 – 30. September 2007 1 Woche | 1                                        | James Blunt                              | All the Lost Souls                       | –                         |
| 1. Oktober 2007 – 7. Oktober 2007 1 Woche | 1                                        | Foo Fighters                             | Echoes, Silence, Patience & Grace        | –                         |
| 8. Oktober 2007 – 28. Oktober 2007 3 Wochen | 3                                        | Matchbox Twenty                          | Exile on Mainstream                      | –                         |
| 29. Oktober 2007 – 4. November 2007 1 Woche | 1                                        | Delta Goodrem                            | Delta                                    | –                         |
| 5. November 2007 – 18. November 2007 2 Wochen (insgesamt 6) | 6                                        | Eagles                                   | Long Road out of Eden                    | –                         |
| 19. November 2007 – 25. November 2007 1 Woche | 1                                        | Spice Girls                              | Greatest Hits                            | –                         |
| 26. November 2007 – 2. Dezember 2007 1 Woche (insgesamt 6) | 6                                        | Eagles                                   | Long Road out of Eden                    | –                         |
| 3. Dezember 2007 – 9. Dezember 2007 1 Woche | 1                                        | Kylie Minogue                            | X                                        | –                         |
| 10. Dezember 2007 – 30. Dezember 2007 3 Wochen (insgesamt 6) | 6                                        | Eagles                                   | Long Road out of Eden                    | –                         |
| 31. Dezember 2007 – 3. Februar 2008 5 Wochen | 5                                        | Timbaland                                | Timbaland Presents: Shock Value          | –                         |

## Jahreshitparaden
| ← 2006 ← | Liste der Nummer-eins-Hits in Australien | Liste der Nummer-eins-Hits in Australien       | Liste der Nummer-eins-Hits in Australien | 2008 →   |
| \| Singles \| Position# \| Alben \| \| ------------------------------------------------------------------------------------------------------------------------------------------ \| --------- \| ---------------------------------------------- \| \| Big Girls Don’t Cry Fergie Stacy Ferguson, Tobias Gad \| 1 \| Call Me Irresponsible Michael Bublé \| \| Girlfriend Avril Lavigne Lukasz Gottwald, Avril Ramona Lavigne \| 2 \| I’m Not Dead Pink \| \| Umbrella Rihanna feat. Jay-Z Thaddis Laphonia Harrell Jr., Shawn C. Carter, Christopher A. Stewart, Terius Youngdell Nash \| 3 \| FutureSex/LoveSounds Justin Timberlake \| \| Straight Lines Silverchair Julian Thomas Hamilton, Daniel Paul Johns \| 4 \| On a Clear Night Missy Higgins \| \| Lips of an Angel Hinder Austin John Winkler, Ross Cody Hanson, Lloyd Joseph Garvey, Mark Austin King, Michael Ray Rodden, Brian John Howes \| 5 \| The Dutchess Fergie \| \| Apologize Timbaland presents OneRepublic Ryan B. Tedder \| 6 \| Dream Days at the Hotel Existence Powderfinger \| \| Grace Kelly Mika Jodi Marr, Dan Warner, John Holt Merchant III, Michael Holbrook Penniman \| 7 \| Grand National John Butler Trio \| \| Candyman Christina Aguilera Linda Perry, Christina Aguilera \| 8 \| Long Road out of Eden Eagles \| \| The Sweet Escape Gwen Stefani feat. Akon Gwen Renee Stefani, Aliaune Thiam, Giorgio H. Tuinfort \| 9 \| Young Modern Silverchair \| \| Beautiful Girls Sean Kingston Sylvester Jordan Jr., Ben E. King, Jerry Leiber, Mike Stoller, Jonathan Rotem, Kisean Paul Anderson \| 10 \| Timbaland Presents: Shock Value Timbaland \| |                                          |                                                |                                          |          |
| ← 2006 |                                          |                                                |                                          | → 2008 → |
| Singles | Position#                                | Alben                                          |                                          |          |
| Big Girls Don’t Cry Fergie Stacy Ferguson, Tobias Gad | 1                                        | Call Me Irresponsible Michael Bublé            |                                          |          |
| Girlfriend Avril Lavigne Lukasz Gottwald, Avril Ramona Lavigne | 2                                        | I’m Not Dead Pink                              |                                          |          |
| Umbrella Rihanna feat. Jay-Z Thaddis Laphonia Harrell Jr., Shawn C. Carter, Christopher A. Stewart, Terius Youngdell Nash | 3                                        | FutureSex/LoveSounds Justin Timberlake         |                                          |          |
| Straight Lines Silverchair Julian Thomas Hamilton, Daniel Paul Johns | 4                                        | On a Clear Night Missy Higgins                 |                                          |          |
| Lips of an Angel Hinder Austin John Winkler, Ross Cody Hanson, Lloyd Joseph Garvey, Mark Austin King, Michael Ray Rodden, Brian John Howes | 5                                        | The Dutchess Fergie                            |                                          |          |
| Apologize Timbaland presents OneRepublic Ryan B. Tedder | 6                                        | Dream Days at the Hotel Existence Powderfinger |                                          |          |
| Grace Kelly Mika Jodi Marr, Dan Warner, John Holt Merchant III, Michael Holbrook Penniman | 7                                        | Grand National John Butler Trio                |                                          |          |
| Candyman Christina Aguilera Linda Perry, Christina Aguilera | 8                                        | Long Road out of Eden Eagles                   |                                          |          |
| The Sweet Escape Gwen Stefani feat. Akon Gwen Renee Stefani, Aliaune Thiam, Giorgio H. Tuinfort | 9                                        | Young Modern Silverchair                       |                                          |          |
| Beautiful Girls Sean Kingston Sylvester Jordan Jr., Ben E. King, Jerry Leiber, Mike Stoller, Jonathan Rotem, Kisean Paul Anderson | 10                                       | Timbaland Presents: Shock Value Timbaland      |                                          |          |